# Шаов, Ахъед Титуевич
Ахъед Титуевич Шаов (1932 — 1997) — передовик советского сельского хозяйства, бригадир колхоза имени Шогенцукова Баксанского района Кабардино-Балкарской АССР, Герой Социалистического Труда (1981).

## Биография
Родился в 1932 году в селе Старая Крепость (ныне Баксан) Кабардино-Балкарской автономной области Северо-Кавказского края в семье кабардинца. В возрасте 10-ти лет погиб на фронте отец и ему как старшему сыну пришлось трудоустроиться в местном колхозе прицепщиком. Окончил восемь классов школы. С 1952 по 1955 годы проходил службу в Советской Армии. После увольнения из Армии вернулся и стал работать помощником тракториста в колхозе имени Шогенцукова Баксанского района.
Окончив сельскохозяйственное училище механизации в Баксане возглавил тракторную полеводческую бригаду по выращиванию кукурузы. Его бригада постоянно добивалась высоких производственных результатов, неоднократно принимала участие в выставке достижений народного хозяйства. По итогам работы в восьмой пятилетки был награждён орденом «Знак Почёта», а в 1973 году представлен к награждению орденом Ленина.
В 1971 году поступил на обучение в Кабардино-Балкарский государственный университет и заочно окончил агрономический факультет. на протяжении двух десятилетий Шаов удерживал лидерство по выращиванию кукурузы среди всех в колхозе, а в 10-й пятилетки стал лучшим среди всех в Кабардино-Балкарии.
Указом Президиума Верховного Совета СССР от 13 марта 1981 года за выдающиеся успехи достигнутые в выполнении заданий десятой пятилетки и социалистических обязательств по увеличению производства и продажи государству продуктов земледелия и животноводства Ахъеду Титуевичу Шаову присвоено звание Героя Социалистического Труда с вручением ордена Ленина и золотой медали «Серп и Молот».
В последующие годы продолжал демонстрировать высокие производственные результаты в сельском хозяйстве. Перешёл на работу главным агрономом колхоза. Избирался депутатом Баксанского городского и районного Советов депутатов.
Проживал в родном Баксане в Кабардино-Балкарии. Умер в 1997 году.

## Награды
За трудовые успехи удостоен:
- золотая звезда «Серп и Молот» (13.03.1981)
- два ордена Ленина (07.12.1973, 13.03.1981)
- Орден «Знак Почёта» (08.04.1971)
- Медаль «За трудовое отличие» (23.06.1966)
- другие медали.

## Память
- В 1999 году улицу в городе Баксане, где проживал Герой, наименовали его именем.
- В октябре 2016 года на здании детско-юношеской школы № 1 в городе Баксане, носящей его имя, была открыта мемориальная доска в честь Героя[2].